# Glaukias

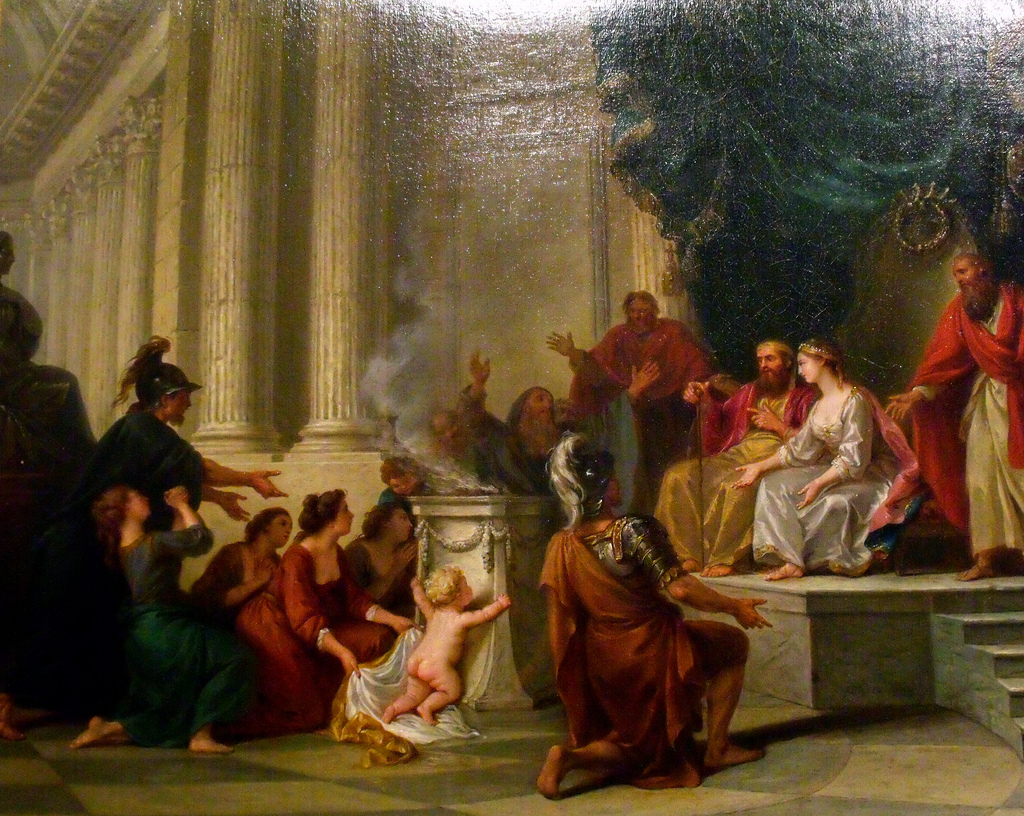
Glaukias und seiner epirotischen Frau Beroea (beide auf dem Podest rechts) wird Pyrrhos I. als zweijähriges Kind vorgestellt. Nicolas-René Jollain, 1779.

Glaukias († 302 v. Chr.) war ein illyrischer König aus dem Stamm der Taulantier. Er regierte von 317 bis 302.
335 v. Chr. wird Glaukias erstmals historisch fassbar, als er den illyrischen Fürsten Cleitus im Kampf gegen Alexander den Großen von Makedonien unterstützte. Sie wurden von den Makedoniern besiegt und mussten sich ins Gebiet der Taulantier zurückziehen.
317 konnte sich Glaukias zum König der Taulantier aufschwingen. Er strebte dann nach einem Bündnis mit dem molossischen Königreich Epiros. Glaukias gewährte deshalb dem molossischen Prinzen Pyrrhos I. Asyl und adoptierte ihn auch, um diesen Thronprätendenten gegen die promakedonische Partei in Epiros aufzubauen. Pyrrhus wurde später tatsächlich König in Epiros.
König Kassander von Makedonien forderte die Auslieferung von Pyrrhus und bot Glaukias auch Geld dafür an. Dieser jedoch weigerte sich. 314 wurden die Taulantier unter Glaukias durch Kassander angegriffen und besiegt. Kassander beanspruchte Dyrrachium und Apollonia an der Adriaküste für Makedonien und zwang Glaukias zu einem ungünstigen Friedensvertrag mit Makedonien und seinen griechischen Verbündeten.
Pyrrhus, der Adoptivsohn des Glaukias, blieb aber weiter an dessen Hof.
Die Feindseligkeiten mit den Griechenstädten Epidamnos und Apollonia gingen weiter und 312 v. Chr. konnte Glaukias mit Hilfe der Kerkyrer zumindest Epidamnos unterwerfen.
Nach dem Tod des epirotischen Königs Alketas II. marschierte Glaukias 307 mit einer Armee in Epirus ein und setzte den zwölfjährigen Pyrrhos I. auf den Thron der Molosser.